# Kobieta, która pragnęła mężczyzny
Kobieta, która pragnęła mężczyzny (duń. Kvinden der drømte om en mand) – duński dramat psychologiczno-erotyczny z 2010 roku w reżyserii Per Flya z 2010 roku. Film powstał w ramach koprodukcji międzynarodowej.

## Obsada
- Sonja Richter jako Karen
- Marcin Dorociński jako Maciek
- Mikael Nyqvist jako Johan
- Tammi Øst jako Marie
- Rafał Fudalej jako Tomek
- Alberte Blichfeldt jako Josefine
- Hubert Zawojek jako syn Maćka
- Teresa Owczynnikow jako starsza pani w Polsce
- Michał Chilicki jako starszy pan w Hotelu Europejskim
- Jakub Snochowski jako recepcjonista w Polsce
- Olga Bołądź jako Olga, studentka Maćka